# Alberico da Romano
Alberico da Romano conosciuto come Alberico II (San Zenone degli Ezzelini, 1196 – San Zenone degli Ezzelini, 26 agosto 1260) è stato un condottiero e trovatore italiano, signore di Treviso.

## Biografia
Apparteneva alla famiglia "Da Onara", poi "Da Romano", era figlio di Ezzelino II il Monaco e di Adelaide Alberti di Mangona, fratello di Ezzelino III da Romano e Cunizza da Romano.
Politicamente alleato di Ezzelino III, signore della Marca Trevigiana e Vicario Imperiale della Lombardia sotto Federico II di Svevia, fu podestà di Vicenza nel 1227. Nel 1229, in difficoltà nel controllare Bassano (rivolta dei liberi), nasce il primo disaccordo con il fratello ma è solo nel 1239 che si stacca (temporaneamente) dal partito imperiale, per controversie con l'imperatore, alleandosi con Biaquino III da Camino di parte guelfa. Riuscì in tal modo con un colpo di mano a conquistare Treviso, di cui divenne podestà dal 1239 al 1257 e, di fatto, signore. Scomunicato da papa Alessandro IV per essersi alleato nuovamente con Ezzelino, alla morte del fratello, caduto in battaglia a Cassano d'Adda nel settembre 1259, Alberico fuggì da Treviso e si rifugiò nella rocca di San Zenone, attuale San Zenone degli Ezzelini con la famiglia, dove stette per quasi 10 mesi.
Il 24 agosto 1260 le truppe filo-papali di Venezia, Trento, Padova, Verona e Vicenza assediarono il maniero: solo il tradimento per soldi, di un suo uomo di fiducia, permise agli assedianti la presa della cortina esterna.
Alberico, circondato e senza possibilità di difesa, si arrese sperando in tal modo di aver salva la vita per sé e per i suoi cari. Fu tutto inutile, la famiglia venne comunque sterminata. Kantorowicz lo definisce crudele come il fratello ma «più lascivo»; se il fratello si fece morire di fame, Alberico invece fu costretto a strisciare a carponi con un morso in bocca e guidato fino al luogo dell'esecuzione; lì fu costretto a guardar torturare la sua famiglia, arse vive la moglie e le figlie e i figli decapitati davanti ai suoi occhi, per poi subire lo scempio delle sue carni con delle tenaglie; infine fu legato ad un cavallo che lo trascinò fino a quando non morì.

## Discendenza
Dal primo matrimonio con Beatrice da Vicenza, sposata nel 1221, ebbe:
- Adelaide, che sposerà  Rinaldo I d'Este nel 1235. Morta nel 1251 con il marito mentre si recava in Puglia dall'Imperatore Federico II. Non é dimostrato che Ezzelino fosse a conoscenza del viaggio, ne tanto meno che abbia avuto a che fare anche indirettamente con la sua morte.
- Ezzelino, morto in guerra nel 1243.
- Alberico.
- Romano.
- Ugolino.
- Giovanni.

Dal secondo matrimonio con una nobildonna chiamata Margherita ebbe:
- Griselda.
- Tornalisce.
- Amabilia.

## Mecenate e trovatore
Alberico fu amico e mecenate di trovatori e lui stesso componeva in lingua occitana, noto per avere avuto contatti con Sordello e Uc de Saint Circ. I fogli che vanno da 153r a 211r del canzoniere noto come ms. D, adesso α, R.4.4 nella Biblioteca Estense universitaria di Modena, forma il Liber Alberici. Nella rubrica del Liber si legge: Hec sunt inceptiones cantionum de libro qui fuit domini Alberici et nomini repertorum earundem cantionem. Il canzoniere venne prodotto nel 1254 in Lombardia sotto il patrocinio di Alberico.
Alberico è identificato come l'autore della poesia Na Maria, pretç e fina valors. La rubrica identifica il compositore come un nabieiris de roman (o nabietris...), che potrebbe essere una corruzione di N'Albric de Roman; tuttavia, il nome viene di solito considerato una corruzione di "Beatriz" e la poesia viene assegnata oggi a Bieiris de Romans dalla maggior parte degli studiosi. Ad Alberico si deve inoltre una tenzone composta insieme a Uc de Saint Circ: Mesier Albric, so.m prega Ardisons.
Alberico sembra abbia avuto contatti con la scuola siciliana. A Treviso infatti fu podestà il poeta siciliano Jacopo de Morra di Puglia, identificabile probabilmente con Giacomino Pugliese.

## Ascendenza
|                          |                                     |                           | Genitori                                  |  |  | Nonni |  |  | Bisnonni             |  |  | Trisnonni         |  |
|                          |                                     |                           |                                           |  |  |       |  |  | Alberico I da Romano |  |  | Ecelo I da Romano |  |
|                          |                                     |                           |                                           |  |  |       |  |  | Alberico I da Romano |  |  | Ecelo I da Romano |  |
|                          |                                     | Gisla                     |                                           |  |  |       |  |  | Alberico I da Romano |  |  |                   |  |
| Ezzelino I da Romano     |                                     |                           |                                           |  |  |       |  |  | Alberico I da Romano |  |  |                   |  |
|                          |                                     | Cunizza                   | ...                                       |  |  |       |  |  |                      |  |  |                   |  |
|                          |                                     | Cunizza                   | ...                                       |  |  |       |  |  |                      |  |  |                   |  |
|                          |                                     | Cunizza                   | ...                                       |  |  |       |  |  |                      |  |  |                   |  |
| Ezzelino II da Romano    |                                     | Cunizza                   |                                           |  |  |       |  |  |                      |  |  |                   |  |
|                          |                                     | Riccardo da Baone         | ...                                       |  |  |       |  |  |                      |  |  |                   |  |
|                          |                                     | Riccardo da Baone         | ...                                       |  |  |       |  |  |                      |  |  |                   |  |
|                          |                                     | Riccardo da Baone         | ...                                       |  |  |       |  |  |                      |  |  |                   |  |
| Auria da Baone           |                                     | Riccardo da Baone         |                                           |  |  |       |  |  |                      |  |  |                   |  |
|                          |                                     | ...                       | ...                                       |  |  |       |  |  |                      |  |  |                   |  |
|                          |                                     | ...                       | ...                                       |  |  |       |  |  |                      |  |  |                   |  |
|                          |                                     | ...                       | ...                                       |  |  |       |  |  |                      |  |  |                   |  |
| Alberico da Romano       |                                     | ...                       |                                           |  |  |       |  |  |                      |  |  |                   |  |
|                          | Tancredi "Nontigiova" degli Alberti | Alberto III degli Alberti |                                           |  |  |       |  |  |                      |  |  |                   |  |
|                          | Tancredi "Nontigiova" degli Alberti | Alberto III degli Alberti |                                           |  |  |       |  |  |                      |  |  |                   |  |
|                          | Tancredi "Nontigiova" degli Alberti | Sofia di Berardo          |                                           |  |  |       |  |  |                      |  |  |                   |  |
| Alberto IV degli Alberti | Tancredi "Nontigiova" degli Alberti |                           |                                           |  |  |       |  |  |                      |  |  |                   |  |
|                          |                                     | Orabile dei Figuineldi    | Guinildo dei Figuineldi                   |  |  |       |  |  |                      |  |  |                   |  |
|                          |                                     | Orabile dei Figuineldi    | Guinildo dei Figuineldi                   |  |  |       |  |  |                      |  |  |                   |  |
|                          |                                     | Orabile dei Figuineldi    | ...                                       |  |  |       |  |  |                      |  |  |                   |  |
| Adelaide degli Alberti   |                                     | Orabile dei Figuineldi    |                                           |  |  |       |  |  |                      |  |  |                   |  |
|                          |                                     | Guido Guerra I dei Guidi  | Guido I Guerra "Succhia sangue" dei Guidi |  |  |       |  |  |                      |  |  |                   |  |
|                          |                                     | Guido Guerra I dei Guidi  | Guido I Guerra "Succhia sangue" dei Guidi |  |  |       |  |  |                      |  |  |                   |  |
|                          |                                     | Guido Guerra I dei Guidi  | Ermellina di Mangona                      |  |  |       |  |  |                      |  |  |                   |  |
| Imilia dei Guidi         |                                     | Guido Guerra I dei Guidi  |                                           |  |  |       |  |  |                      |  |  |                   |  |
|                          |                                     | Imilia                    | Rinaldo detto "Sinibaldo"                 |  |  |       |  |  |                      |  |  |                   |  |
|                          |                                     | Imilia                    | Rinaldo detto "Sinibaldo"                 |  |  |       |  |  |                      |  |  |                   |  |
|                          |                                     | Imilia                    | ...                                       |  |  |       |  |  |                      |  |  |                   |  |
|                          |                                     | Imilia                    |                                           |  |  |       |  |  |                      |  |  |                   |  |